# Terrapene carolina major
Terrapene carolina major es la más grande de las subespecies de tortuga de caja de América del Norte, pertenece a la especie Terrapene carolina. 

## Descripción
Terrapene carolina major tiene un caparazón abombado que puede crecer hasta 8 pulgadas de longitud. Por lo general es de color marrón oscuro o negro, con rayas o manchas amarillas, la cantidad de manchas o bandas pueden variar considerablemente.

## Distribución geográfica
Esta subespecie se distribuye por Estados Unidos a lo largo del Golfo de México, desde el estado de Luisiana hasta el estado de Florida.

## Taxonomía
La hibridación con otras subespecies de Terrapene carolina que comparten rango de distribución no es infrecuente.

## Hábitat
A menudo se encuentran alrededor de estuarios y de zonas pantanosas, cerca de los cuerpos superficiales, de agua permanente.